# Catharsius lepineyi
Catharsius lepineyi là một loài bọ cánh cứng trong họ Bọ hung (Scarabaeidae).